# 우주 경쟁의 연표
우주 경쟁의 연표(Timeline of the Space Race)는 1957년부터 1975년까지 지속적으로 이루어졌던 미국과 소비에트 연방의 우주 경쟁에 대한 연표이다. 여기에서는 우주 경쟁에 의해 달성된 기록 중 중요한 것들을 다룬다.
| 날짜             | 내용                                  | 국가      | 계획 이름               |
| ---------------- | ------------------------------------- | --------- | ----------------------- |
| 1957년 8월 21일  | 최초의 대륙간 탄도 미사일(ICBM)       | 소련      | R-7 로켓 SS-6 Sapwood   |
| 1957년 10월 4일  | 최초의 인공위성 발사                  | 소련      | 스푸트니크 1호          |
| 1957년 11월 3일  | 최초로 지구 궤도에 생물 발사(개)      | 소련      | 스푸트니크 2호          |
| 1958년 1월 31일  | 최초의 미국의 인공위성 밴 앨런대 발견 | 미국      | 익스플로러 1호          |
| 1958년 12월 18일 | 최초의 통신 위성 발사                 | 미국      | 스코어 계획             |
| 1959년 1월 4일   | 태양 관측 위성                        | 소련      | 루나 1호                |
| 1959년 2월 17일  | 기상 위성                             | 미국      | 뱅가드 2호              |
| 1959년 6월       | 정찰 위성                             | 미국      | 디스커버리 4호          |
| 1959년 8월 7일   | 우주에서의 지구 촬영                  | 미국      | 익스플로러 6호          |
| 1959년 9월 14일  | 달 탐사선                             | 소련      | 루나 2호                |
| 1959년 10월 7일  | 달의 뒷면 촬영                        | 소련      | 루나 3호                |
| 1961년 4월 12일  | 유인 우주 비행                        | 소련      | 보스토크 1호            |
| 1962년 7월 10일  | 최초의 실용 통신 위성                 | 소련      | 텔스타 위성             |
| 1962년 9월 29일  | 초강대국이 아닌 국가에 의한 인공위성  | 캐나다    | Alouette1호             |
| 1963년 6월 16일  | 여성의 우주 비행                      | 소련      | 보스토크 6호            |
| 1965년 3월 18일  | 우주 유영                             | 소련      | 보스호드 2호            |
| 1966년 3월 1일   | 금성 표면에 탐사선 착륙               | 소련      | 베네라 3호              |
| 1968년 12월 24일 | 달 궤도에 유인 우주선 투입            | 미국      | 아폴로 8호              |
| 1969년 7월 20일  | 인류 최초의 달 착륙선                 | 미국      | 아폴로 11호             |
| 1971년 4월 23일  | 우주 정거장                           | 소련      | 살류트 1호              |
| 1971년 11월 14일 | 화성 궤도에 위성 투입                 | 미국      | 매리너 9호              |
| 1972년 11월 9일  | 정지 궤도에 통신 위성 투입            | 캐나다    | 아니크 A1               |
| 1975년 7월 15일  | 최초의 미-소 합동 미션                | 소련 미국 | 아폴로-소유스 시험 계획 |

## 같이 보기
- 냉전
- 보스토크 계획
- 소유스 계획
- 스푸트니크 계획
- 아폴로 계획
- 우주 경쟁
- 제미니 계획